# Francesco Lucca
Francesco Lucca (Cremona, 21 dicembre 1802 – Milano, 19 agosto 1872) è stato un editore musicale italiano, celebre per aver costituito un'impresa che provò a rivaleggiare più volte con Casa Ricordi.

## Biografia
Nacque a Cremona da Paola Albrisi e Domenico Lucca, entrambi originari di Milano. Si diplomò prestissimo in clarinetto, potendo così accedere alla carica di secondo clarinetto per le orchestre della Scala e della Canobbiana. Venne poi messo sotto contratto da Giovanni Ricordi, per la sua casa (4 giugno 1816), per una durata pattuita di sei anni a partire dal primo agosto di quell'anno.
Dopo aver concluso il periodo presso la Casa Ricordi, se ne uscì ed andò in Germania, per approfondimenti sull'editoria musicale continuando a collaborare però col suo vecchio datore di retribuzione.
Il 21 maggio del 1825, riuscì ad aprire la sua ditta indipendente ottenendo la licenza il 25 giugno, a Milano. Le prime opere avviarono subito l'attività, costituendo poi una società con Antonio Terenzio: la "Francesco Lucca & Co.". Fu poi divisa lo stesso anno per contrapposizioni tra Lucca e Terenzio, che avrebbe cercato di rendersi autonomo senza averlo stabilito in precedenza.
Dal 1847 al 1859 fu direttore della rivista L'Italia Musicale da lui creata.
Oltreché all'organizzazione vera e propria si pose come rivenditore di spartiti, includendo una bottega commerciale a Santa Margherita.
A causa delle rivalità per l'aggiudicazione di importanti musicisti e delle loro opere, Lucca si scontrò più volte, anche giudiziariamente con Ricordi, uscendone quasi sempre sconfitto.
Alla sua morte, il noto compositore Amilcare Ponchielli dedicò a Francesco Lucca una marcia funebre.